# رومولو سيلفا سانتوس
رومولو سيلفا سانتوس هو لاعب كرة قدم برازيلي في مركز الهجوم، ولد في 1 نوفمبر 1992 في مارابا في البرازيل. لعب مع نادي سينيتسا.

## وصلات خارجية
- رومولو سيلفا سانتوس على موقع قاعدة بيانات كرة القدم.إي يو (الإنجليزية)
- رومولو سيلفا سانتوس على موقع Soccerway.com (الإنجليزية)